# Ельке Кар
Ельке Кар (нім. Elke Kahr, нар. 2 листопада 1961) — австрійський політик, член Комуністичної партії Австрії (КПА), з 2016 до 2017 рік — заступник бургомістра (мера) Граца, другого за величиною міста країни. Обрання на таку посаду представника комуністів стало подією загальнонаціонального масштабу й активно обговорювалося австрійськими засобами масової інформації[⇨].
17 листопада 2021 року була обрана бургомістром Граца, отримавши підтримку соціал-демократів і зелених, ставши таким чином першою жінкою та першим комуністом на цій посаді.

## Біографія

### Ранні роки
Ельке Кар народилася 2 листопада 1961 року. Після пологів її біологічна мати відмовилася від батьківських прав, і немовля було передано до притулку. У віці трьох років дівчинку усиновило подружжя Карів, слюсар і домогосподарка.
Майбутній політик виріс у робітничому районі Граца. Закінчила початкову школу «Нойгарт» і середню школу Святого Андрія, потім — бізнес-школу (нім. Handelsschule) на вулиці Грацбахгассе. Згодом паралельно з роботою в Австрійському контрольному банку (нім. Oesterreichische Kontrollbank) навчалася у вечірній бізнес-академії (нім. Handelsakademie). У 1984 році склала іспит на атестат зрілості.

### Політична діяльність

#### 1983—2003
У 1983 році Кар вступила до Комуністичної партії Австрії. З 1985 бере участь у діяльності партійної окружної організації (нім. Bezirksleitung) статутного (незалежного) міста (нім. Statutarstadt) Граца. Саме у лавах КПА Кар познайомилася зі своїм фактичним чоловіком — Францем Штефаном Партедером, колишнім головою земельної організації партії (нім. Landesparteivorsitzende). Пара співмешкає з 1988 року, у 1990 році у них народився син Франц.
У 1993 році Кар стала членом ради міської громади Граца, у 1998 році — головою Клубу (нім. Klubobfrau) КПА («Клубами» в австрійській політиці називаються об'єднання депутатів різних політичних рівнів). На думку щоденної газети «Der Standard», з середини 90-х років політик тривалий час перебувала у тіні однопартійця Ернеста Кальтенеггера, який у березні 1998 став першим комуністом з часу закінчення Другої світової війни, який зумів обійняти посаду міського радника (нім. Stadtrat) у Граці та таким чином увійти до складу міського уряду (нім. Stadtregierung).

#### 2003—2012
У 2003—2004 роках Кар була заступником федерального голови (нім. Bundesvorsitzender) КПА Вальтера Баєра. У 2005 році керувала виборчою кампанією партії на виборах до ландтагу Штирії, які відбулися 2 жовтня. На них комуністи отримали 6,34 % голосів (4 мандати з 56) і таким чином вперше з 1970 року здобули політичне представництво на рівні земельних парламентів. Оскільки за результатами голосування Кальтенеггер був обраний одним із представників КПА у штирійському ландтазі, його місце у міському уряді Граца перейшло до Кар, яка обійняла посаду міського радника житлового департаменту.
На наступних муніципальних виборах у Граці Кар незмінно вносилася до виборчих списків КПА під номером один. На виборах до ради міської громади, які відбулися 20 січня 2008 року, австрійські комуністи недорахувалися майже половини голосів, поданих за них 26 січня 2003 року (11,18 % та 6 мандатів із 56 проти 20,75 % та 12 мандатів), але вже на наступних виборах 25 листопада 2012 року КПА вдалося відновити колишній рівень довіри городян (19,86 % голосів, 11 мандатів) і сформувати другу за величиною фракцію у міській раді після Австрійської народної партії (АНП).

#### 2012— сьогодення
Після виборів 2012 року кандидатура Кар була вперше висунута на посаду заступника бургомістра Граца, але того разу представнику комуністів не вдалося заручитися підтримкою більшості членів ради міської громади: під час перших трьох турів Кар виступала як єдиний кандидат, але не змогла досягти необхідного рівня підтримки. На вирішальних виборах 25 січня 2013 року депутати отримали можливість обирати з двох претендентів: у результаті член Соціал-демократичної партії Австрії Мартина Шрек отримала 24 голоси, Кар — 23. При цьому Кар зберегла посаду міського радника та продовжила займатися житловими питаннями, а також розширила сферу своєї відповідальності: з 2013 року вона також почала займатися сферами будівництва та капіталовкладення.
25 квітня 2016 року Шрек несподівано оголосила про свій вихід з політики. 16 червня на звільнену посаду міського радника обрали однопартійця Шрек Міхаеля Ерманна, а на посаду заступника бургомістра була висунута кандидатура Кар. На виборах, які відбулися того ж дня, за представника комуністів проголосували 38 членів ради міської громади, ще вісім голосів були визнані недійсними. Після обрання Кар звернулася з промовою до колег, у якій подякувала їм за довіру, а також зазначила, що підсумки голосування означають «не тільки визнання результатів виборів 2012 року», а й визнання «КПА у муніципальній раді Граца, яка заслуговує довіру, конструктивною та відповідальною силою». Обрання на посаду віцемера другого за величиною міста Австрії члена комуністичної партії, непредставленої у національному парламенті починаючи з 1959 року, стало новиною загальнонаціонального масштабу й активно обговорювалося австрійськими засобами масової інформації.
На чергових виборах до ради міської громади 5 лютого 2017 року, комуністи змогли зберегти попередній рівень підтримки, отримавши 20,34 % голосів і 12 мандатів. Крім того, у сформованому після виборів міському уряді комуністи збільшили своє представництво до двох осіб — крім Кар, до складу уряду також увійшов Роберт Кротцер. З іншого боку, посада заступника бургомістра Граца відійшла до представника Австрійської партії свободи Маріо Ейстачіо.
На чергових виборах у раду міської громади 26 вересня 2021 року комуністи здобули перемогу, отримавши 28,84 % голосів та 15 мандатів. Кар, отримавши підтримку соціал-демократів і зелених, була обрана бургомістром міста. Канцлер Австрії Себастьян Курц (надалі — фігурант «паперів Пандори»), чия Австрійська народна партія програла вибори, прокоментував обрання представника компартії: «Той факт, що комуністи змогли перемогти на виборах, хай навіть регіональних, змушує замислитися».

## KahrPÖ
На думку газети «Kleine Zeitung», Кар є своєрідним уособленням окружної організації КПА у Граці. Під керівництвом Кар грацкі комуністи покладаються у своїй повсякденній діяльності не на полемічні диспути з опонентами й ідеологічне протистояння, а на прямий контакт із жителями міста та доброзичливе спілкування. Найпомітнішими напрямками діяльності КПА у Граці — питання житла та благодійності, при цьому соціалістична ідеологія не ховається, але й не виводиться на перший план.
Роль лідера є настільки вагомою у діяльності окружної організації, що частина оглядачів за аналогією з німецьким варіантом абревіатури КПА (нім. KPÖ, Kommunistische Partei Österreichs) називає комуністів Граца KahrPÖ — «Австрійською партією Кар».
До 2015—2017 років через складну ситуацію з кваліфікованою більшістю у раді міської громади КПА стала єдиною партією, з якою бургомістр Зіґфрід Нагль (АНП) і його однопартійці можуть сформувати стабільну більшість. Попри це, у період виборчої кампанії перед виборами 2017 року Нагль і Кар не забули обмінятися гострими репліками.

## Переконання
Кар називає себе марксисткою, але при цьому воліє дистанціюватися від теорії та практики сталінізму. В історичній перспективі лідер грацких комуністів також критично відгукується про введення військ країн Варшавського договору до Чехословаччини у 1968 році. За словами політика, «КПА не можна звинуватити в злочинах, скоєних проти людства, швидше навпаки».
Кар не вважає раду міської громади Граца відповідним місцем для втілення в життя своїх комуністичних переконань, але водночас програма окружної організації КПА часто містить елементи радикальної риторики: так, в офіційних документах комуністів підкреслюється необхідність «запеклої соціальної боротьби», викривається «політичне безсилля класу капіталістів», а колишній президент Радянського Союзу Михайло Горбачов називається «ліквідатором соціалізму».
На переконання Кар, «соціальні проблеми не можуть бути вирішені на локальному політичному рівні», і тому окружна організація комуністів приділяє найбільшу увагу таким питанням, як скорочення робочого часу та підвищення мінімальної заробітної плати.
У виборчій програмі комуністів, опублікованій перед виборами до ради міської громади у 2017 році, немає жодної згадки про біженців і мігрантів. За словами Кар, це було зроблено навмисно, оскільки КПА прагне забезпечити соціальну справедливість для всіх жителів Граца без винятку, а постійне виділення біженців в окрему категорію лише сприяє подальшій стигматизації цих людей.
Як і всі посадові особи штирійської земельної організації КПА, Кар відмовляється від частини своєї платні та перераховує її до одного з австрійських соціальних фондів. Гроші з фонду згодом надаються нужденним людям, які не можуть собі дозволити заплатити у повному обсязі за оренду або опалення житла. Незалежно від посади, політик щомісяця залишає собі лише 1.900 євро із заробітної плати (для порівняння: у 2016—2017 роках Кар як заступник бургомістра Граца належала платня у 12.610 євро). За підрахунками незалежної організації «Комуністична молодь Австрії», таким чином лідер грацької окружної організації КПА за 10 років пожертвувала на благодійність понад 544 400 євро.

## Виноски
1. ↑  Нагль заявив, що не знає жодної керованої комуністами країни, де люди щасливі. У відповідь на це Кар звинуватила бургомістра у передвиборному популізмі та «незграбному антикомунізмі»: «Усім відомо, що після 5 лютого [2017 року] прапор із серпом і молотом не розвиватиметься над міською ратушею».